# Uvertira "Hermann i Dorothea" (Schumann)
Uvertira "Hermann i Dorothea" op. 136 (njem. Hermann und Dorothea) jednostavačna je skladba Roberta Schumanna iz 1797. godine. Schumann ju je na osnovu istoimenog Goetheovog epa napisao za planirano veće djelo, koje nije realizirao. Uvertiru je posvetio svojoj supruzi Clari.

## Hermann i Dorothea
Čuveni njemački kniževnik Johann Wolfgang von Goethe je 1797. godine napisao ep u heksametru "Hermann i Dorothea" (njem. Hermann und Dorothea). Ep na potvrdan i istovremeno ironičan način prikazuje život i vrijednosni sustav građanstva. Sastoji se od devet pjevanja, s imenima Muza u naslovima:
1. Kalliope. Schicksal und Anteil – Kaliopa. Sudbina i suosjećanje
2. Terpsichore. Hermann – Terpsihora. Hermann
3. Thalia. Die Bürger – Talija. Građani
4. Euterpe. Mutter und Sohn – Euterpa. Majka i sin
5. Polyhymnia. Der Weltbürger – Polihimnija. Građani svijeta
6. Klio. Das Zeitalter – Klio. Vijek
7. Erato. Dorothea – Erato. Dorothea
8. Melpomene. Hermann und Dorothea – Melpomena. Hermann i Dorothea
9. Urania. Aussicht – Uranija. Nada

Radnja epa odigrava se u dolini Rajne u vrijeme progona njemačkih protestanata 1792. godine iz istočne Francuske nakon Francuske revolucije. Predstavljena je preko ljubavi imućnog Hermanna i siromašne izbjeglice Dorotheje te otpora Hermannovog oca, koji zbog javnog mnijenja ne želi nepoznatu siromašnu djevojku za snahu.

## Nastanak
Robert Schumann je bio njemački skladatelj iz razdoblja romantizma. Do 1840. pisao je isključivo glazbu za klavir (opp. 1-23), a njegov kasniji opus (opp. 24-148) obuhvaća skladbe za klavir i orkestar, mnoge pjesme (Lieder), 4 simfonije, jednu operu, kao i druga orkestarska, zborska i komorna djela.
Schumann 1845. godine u svojoj bilježnici Lektürebüchlein navodi da ga je Goetheovo djelo "Hermann i Dorothea", koje je "pročitao najmanje deset puta", "izuzetno glazbeno uzbudilo" i htio je na osnovu njega sačiniti scensku glazbu (operu ili Singspiel) ili oratorij. Nijednu od zamisli nije realizirao, osim uvertire koju je skladao u prosincu 1851. godine u Düsseldorfu i posvetio ju svojoj supruzi Clari kao poklon za Božić. Robert i Clara također su se vjenčali unatoč protivljenju roditelja, te Schumann u Goetheovom epu prepoznaje svoju životnu priču.
Ovo je treće Schumannovo djelo koje citira francusku himnu "Marseljezu"; prije toga citirao ju je 1839. u prvom stvaku djela Faschingsschwank aus Wien op. 26 (Karnevalske scene iz Beča) i 1840. u baladi Die beiden Grenadiere op. 49 (Dva grenadira, na stihove Heinricha Heinea).
Tek nakon Schumannove smrti je Uvertira premijerno izvedena 26. veljače 1857. godine u Leipzigu pod ravnanjem Juliusa Rietza. Partitura je objavljena u ožujku iste godine.

## O glazbi
Orkestracija: pikolo, 2 flaute, 2 oboe, 2 klarineta, 2 fagota, 2 horne, 2 trube, doboš, gudači
Tonalitet: h-mol
Uvertira je napisana u sonatnoj formi. U ekspoziciji se lirskoj prvoj temi suprotstavlja druga marševska tema "Marseljeze", a zatim uvode još dvije kratke sporedne teme. Slijede uobičajeni razvoj i repriza izloženog materijala.
Trajanje uvertire je oko 9 minuta.